# Cheng Fei
Cheng Fei (chinesisch 程菲, Pinyin Chéng Fēi; * 29. Mai 1988 in Huangshi) ist eine chinesische Kunstturnerin. Mit fünf Weltmeistertiteln und einem Olympiasieg ist sie die bislang erfolgreichste chinesische Turnerin.

## Leben
Cheng Fei wurde in der Provinz Hubei in einfachen Verhältnissen geboren. In Huangshi begann sie im Alter von vier Jahren mit dem Turnsport. Ihre Eltern schickten sie auf eine staatliche Turnschule, da sie eine Karriere als Profisportlerin für einen möglichen Ausweg aus der Armut hielten. 1997 wechselte Cheng Fei an eine Sportschule in Wuhan. 1997 gehörte sie erstmals zum Kader des Turnteams der Provinz Hubei, ehe sie im Jahr 2001 den Sprung in die chinesische Nationalmannschaft schaffte.
Ihren ersten internationalen Wettkampf bestritt Cheng Fei 2003 bei den Asienmeisterschaften, wo sie mit der Mannschaft, am Sprung und am Boden gewann. 2004 trat sie erstmals im Weltcup in Erscheinung. Im gleichen Jahr wurde sie bei den Olympischen Spielen in Athen siebte mit der chinesischen Mannschaft und vierte in der Einzelkonkurrenz am Boden. Ihre Bewertung am Boden löste Proteste des Publikums aus, da dieses Cheng Fei besser eingestuft hätte.
2005 wurde Cheng Fei Weltmeisterin am Sprung, ihrer Spezialdisziplin. Diesen Erfolg konnte sie 2006 und 2007 wiederholen. Zudem wurde sie 2006 in Aarhus Weltmeisterin am Boden und im Mannschaftsmehrkampf.
Nach dem erfolgreichen Jahr 2006 kämpfte Cheng Fei mit Gewichtsproblemen und einer gesunkenen Regenerationsfähigkeit. Infolge dieser Probleme war sie am Sprungtisch nicht mehr dazu in der Lage den nach ihr benannten Sprung zu zeigen. Hierbei handelt es sich um einen Rondat auf das Sprungbrett mit anschließendem Flickflack mit halber Drehung in der ersten Flugphase und einem Salto vorwärts gestreckt mit eineinhalb Drehungen in der zweiten Flugphase.
Durch hartes Training und eine vor allem aus Wasser und Obst bestehende Diät gelang es Cheng Fei 2008 an ihre alte Leistungsfähigkeit anzuschließen.  So gewann sie bei den Olympischen Spielen in Peking mit ihren Teamkolleginnen Gold im Mannschaftsmehrkampf. An ihrem Paradegerät, dem Sprung, ging Cheng Fei als Favoritin in den Wettkampf, konnte nach einem Sturz bei der Landung ihres selbst kreierten Sprungs, dem Cheng, jedoch nur die Bronzemedaille gewinnen. Am Boden stürzte sie ebenfalls und belegte den siebten Platz. Am letzten Tag der olympischen Turnwettbewerbe in Peking errang Cheng Fei eine weitere Bronzemedaille am Schwebebalken.
Nach einem Kreuzbandriss musste Cheng Fei die Teilnahme an den Weltmeisterschaften 2009 in London absagen.
Cheng Fei lebt und trainiert in Peking.
Im Jahr 2012 gab sie ihren Rücktritt bekannt.